# Nurbanu szultána
Nurbanu szultána (vagy Nurubanu, oszmán-török írással: نوربانو سلطان; születési nevén: Cecilia Venier-Baffo; Párosz, 1525 körül – Konstantinápoly, 1583. december 7.) oszmán haszeki, majd válide szultána, II. Szelim oszmán szultán felesége és III. Murád szultán anyja, de facto társuralkodója. Nicolò Venier, egy velencei patrícius, Párosz ura és szeretője, Violante Baffo leánya, Sebastiano Venier velencei dózse unokatestvére.

## Élete
Hajreddin Barbarossa pasa, oszmán tengernagy és híres kalóz fogta el még gyermekként 1537-ben, mikor az oszmánok elfoglalták Párosz szigetét, és vitte Konstantinápolyba. Szelim herceg háremébe 1543-ban került. A Nurbanu nevet kapta, melynek jelentése a fény hercegnője. II. Szelim 1566-ban lépett trónra, és Nurbanu lett a felesége (haszeki szultána). 1574-ben a fia, III. Murád lépett a trónra, és megkapta az anyaszultána (válide szultána) címet. Ekkor a Topkapı palotába költözött. Nurbanu jelentős befolyással volt a politikára, és önálló politikai tevékenységet is folytatott. Velencével – ahonnan származott – és a francia udvarral is diplomáciai tárgyalásokat folytatott, és Medici Katalin francia királynéval is jó viszonyban volt.
Elég gyakran jelent meg a nyilvánosság előtt, többször, mint a fia. Nem nézte jó szemmel, hogy a fia csak egy feleséget tart, Szafijét, mert a sok ágyas nyújthatta a biztos trónutódlást, és a hagyományok is ezt követelték meg. Ezért fia teljesítette anyja kívánságát, és kibővítette háremét, de nem vált meg feleségétől sem, aki folytatta anyósa és Hürrem szultána hagyományait, és szintén nagy politikai befolyásra tett szert az Oszmán Birodalomban.
A követek rendkívüli szépségű nőnek írták le, aki iránt Szelim nagy tisztelettel viselkedett.
Nurbanut feltételezhetően egy genovai ügynök mérgezte meg. A Hagia Szophiában (Ayasofya) helyezték örök nyugalomra.

## Gyermekei
- Gevherhán szultána (1544 körül – 1580)[forrás?]
- Sah szultána (1544 körül – 1580)[forrás?]
- Eszmehán szultána (1545 – 1585. augusztus 7.)[forrás?]
- III. Murád szultán (1546. július 4. – 1595. január 16.)

## Filmsorozatban
A Szulejmán című sorozatban Nurbanu szultánát Merve Boluğur török színésznő alakítja.